# Ivan Vagner
Ivan Viktorovitsj Vagner (Russisch: Иван Викторович Вагнер) (Severoonezjsk, 10 juli 1985) is een Russisch ruimtevaarder. In 2020 nam hij deel aan een missie naar het Internationaal ruimtestation ISS.
Op 12 oktober 2010 werd Vagner geselecteerd om te trainen als astronaut bij het Kosmonautentrainingscentrum Joeri Gagarin. Hij voltooide zijn training in juli 2012. 
Vagner zijn eerste ruimtevlucht Sojoez MS-16 begon in april 2020. Hij verbleef 6 maanden aan boord van het Internationaal ruimtestation ISS voor ISS-Expeditie 62 en ISS-Expeditie 63.